# Ian Walker (velejador)
Ian Walker (Worcester, 25 de fevereiro de 1970) é um velejador britânico.

## Carreira
Ian Walker representou seu país nos Jogos Olímpicos de 1996 e 2000 na qual conquistou duas medalhas de prata na classe 470 e star. 